# MFK Skalica
Maillots
Actualités
Le MFK Skalica est un club de football slovaque basé à Skalica.

## Historique
Le club est fondé en 1920. Il évolue lors de la saison 2015-2016 en première division slovaque, et termine dernier du classement.
Le club est finaliste de la Coupe de Slovaquie en 2017.